# إمهال (اسم)
إِمْهَال هو اسم علم مذكر ومؤنث من أصل عربي، ومعناه هو التأخير والرفق.